# Верденский собор

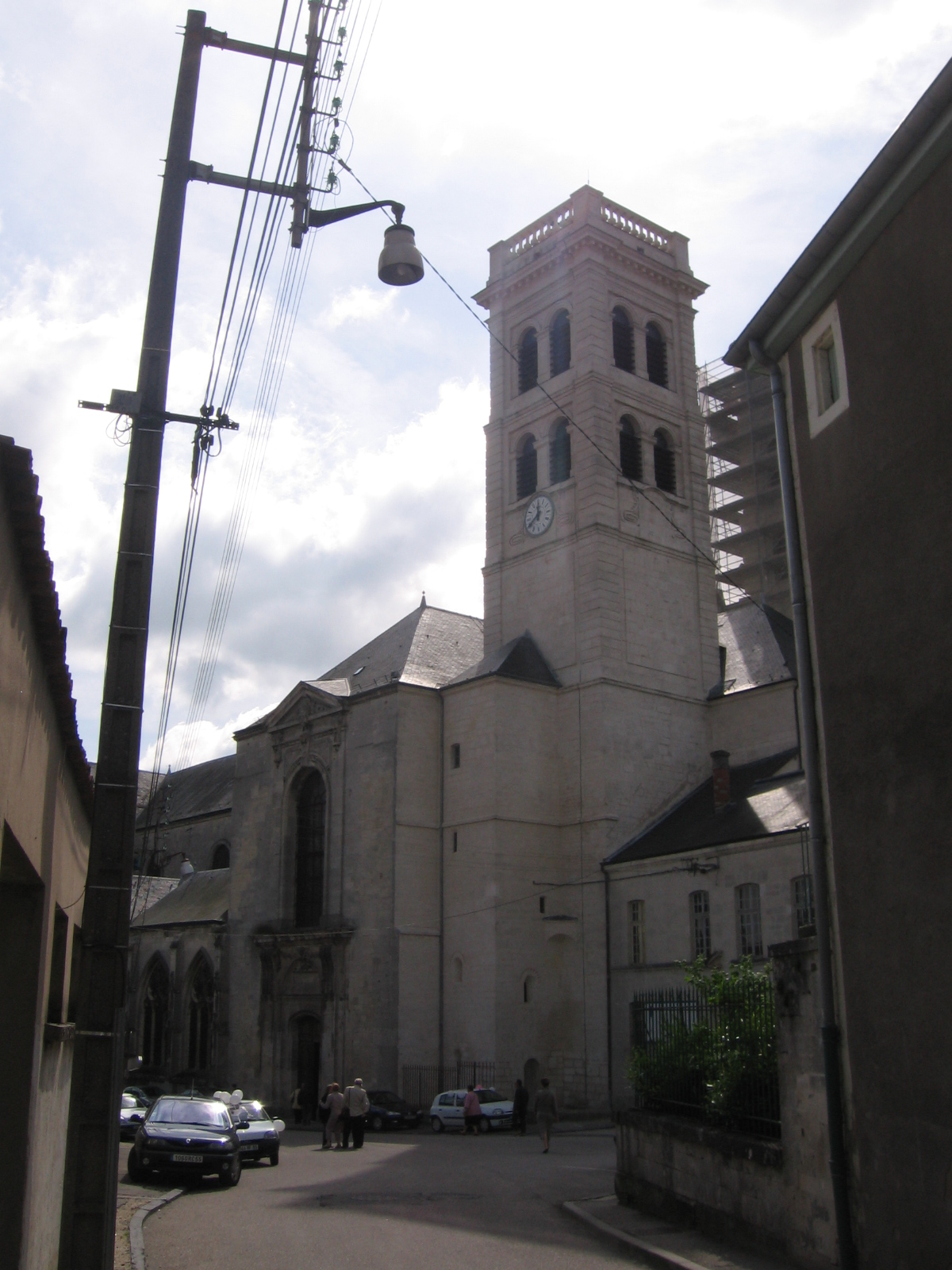

Верденский собор, Нотр-Дам-де-Верден (фр. Cathédrale Notre-Dame de Verdun) — собор в городе Верден.
Собор является кафедрой епископа Вердена, входящего в митрополию Безансона.

## История
История епархии ведётся с IV века, но сам собор построен позже.
Первый камень в строительство был заложен в 990-е годы, но возведение затянулось на несколько веков. Первоначально здание строилось в романском стиле с нефом, двумя трансептами, противоположными апсидами и парой башен-колоколен. Позже в здании появлялись готические элементы. Папа Евгений III в 1147 году освятил собор. Примерно в это время построен и клуатр. В XIV—XV вв были внесены элементы в стиле проторенессанса и раннего Возрождения. Собор был одним из трёх главных соборов Трёх Епископств.
2 апреля 1755 года молния повредила башни и крышу. Через несколько лет после ремонта собор приобрёл неоклассические черты. Шпили же не были восстановлены.
В 1793 году собор был разграблен.
В ходе Первой мировой войны собор был повреждён, восстанавливать его решили преимущественно в романском стиле с элементами псевдо-готики. Тем не менее, внутри собора находится балдахин в стиле рококо.
В 1990 году в Нотр-Дам-де-Верден прошло празднование тысячелетия собора.
С 1906 года собор является историческим памятником.